# Jurij Kischtschenko
Jurij Kischtschenko (ukrainisch Юрий Кищенко; * 4. August 1991) ist ein ukrainischer Mittelstreckenläufer, der sich auf die 1500-Meter-Distanz spezialisiert hat.

## Sportliche Laufbahn
Erste internationale Erfahrungen sammelte Jurij Kischtschenko im Jahr 2009, als er bei den Junioreneuropameisterschaften in Novi Sad in 9:03,14 min den achten Platz im Hindernislauf belegte. Im Jahr darauf schied er bei den Juniorenweltmeisterschaften in Moncton mit 9:32,95 min im Vorlauf aus, wie auch bei den U23-Europameisterschaften 2011 in Ostrava mit 9:10,53 min. Bei den Crosslauf-Europameisterschaften 2019 in Lissabon erreichte er in der Mixed-Staffel nach 19:14 min Rang elf und 2021 gewann er bei den Balkan-Hallenmeisterschaften in Istanbul in 3:46,97 min die Bronzemedaille im 1500-Meter-Lauf. 2025 gelangte er bei den Balkan-Meisterschaften in Volos mit 3:54,30 min auf den zehnten Platz. 
In den Jahren 2017 und 2021 wurde Kischtschenko ukrainischer Meister im 1500-Meter-Lauf im Freien sowie 2017 in der Halle.

## Persönliche Bestzeiten
- 800 Meter: 1:49,57 min, 9. Juni 2015 in Kirowohrad
  - 800 Meter (Halle): 1:50,47 min, 11. Februar 2021 in Sumy
- 1500 Meter: 3:40,23 min, 25. Juli 2014 in Kirowohrad
  - 1500 Meter (Halle): 3:45,70 min, 20. Februar 2015 in Kiew
- 3000 m Hindernis: 8:49,60 min, 31. Mai 2011 in Jalta